# Ragay
Ragay ist eine philippinische Stadtgemeinde in der Provinz Camarines Sur, in der Verwaltungsregion V, Bicol. Sie hat 58.214 Einwohner (Zensus 1. August 2015), die in 38 Barangays lebten. Sie gehört zur ersten Einkommensklasse der Gemeinden auf den Philippinen. Ihre Nachbargemeinden sind Del Gallego im Nordwesten und Lupi im Nordosten. Im Südwesten grenzt die Gemeinde an den Golf von Ragay, ein Seitengewässer der Sibuyan-See. Eine regelmäßige Eisenbahnverbindung besteht zwischen Manila und Ragay, sie wird von der Philippine National Railways betrieben.
In der Gemeinde befindet sich ein Campus der Polytechnic University of the Philippines.

## Baranggays
| - Agao-ao - Agrupacion - Amomokpok - Apad - Apale - Banga Caves - Baya - Binahan Proper - Binahan Upper - Buenasuerte - Cabadisan - Cabinitan - Cabugao | - Caditaan - Cale - Godofredo Reyes Sr.(Catabang) - Catabangan Proper - Inandawa - Laguio - Lanipga-Cawayan - Liboro - Lohong - Lower Omon - Lower Santa Cruz - Panaytayan - Panaytayan Nuevo | - Patalunan - Poblacion Ilaod - Poblacion Iraya - Port Junction Norte - Port Junction Sur - Salvacion - Samay - San Rafael - F. Simeon (Pugod) - Tagbac - Upper Omon - Upper Santa Cruz |